# El Kab
El Kab ali Elkab je arheološko najdišče v Gornjem Egiptu na vzhodnem bregu Nila ob ustju Vadi Hillala približno 80 km južno od Luksorja, starodavnih Teb. El Kab se je v egipčanskem jeziku imenoval  Nekheb. Ime je povezano z boginjo Nekbet, zavetnico Gornjega Egipta, ki se je upodabljala kot beloglavi jastreb.
| M22 | b | W24 · O49 |

| M22 | b | W24 · O49 |

El Kab je sestavljen iz  prazgodovinskega in staroegipčanskega naselja, v skalo vklesanih grobnic iz zgodnje osemnajste dinastije  (1550–1295 pr. n. št.) ostankov templjev od  zgodnjega dinastičnega obdobja (3100–2686 pr. n. št.) do Ptolomejskega kraljestva (332–30 pr. n. št.) in dela obzidja koptskega samostana. Najdišče je prvi znanstveno izkopaval James Quibell  na koncu 19. stoletja. Za njim so izkopavali tudi arheologi Frederick William Green, Archibald Henry Sayce, Joseph John Tylor in Somers Clarke. Najdišče so leta 1937 prevzeli belgijski arheologi in ga obdržali do danes. Večina raziskav je bila opravljena znotraj mestnega obzidja. V 1980. letih se je središče raziskav pomaknilo bolj proti severu in severovzhodu.

## Galerija
- Fragment reliefnega bloka ali stele iz Kamenijeve mastabe v El Kabu (četrta dinastija)
- Kalcitni model školjke s kartušo z napisom »ljubljenec Neheba« (devetnajsta dinastija)
- Ruševine El Kaba; v ospredju Totovo svetišče, v ozadju skalni tempelj iz ptolomejskega obdobja
- Prizor iz Paherijeve grobnice
- Detajl iz Paherijeve grobnice